# Myrina silenus
Myrina silenus är en fjärilsart som beskrevs av Fabricius 1775. Myrina silenus ingår i släktet Myrina och familjen juvelvingar. Inga underarter finns listade i Catalogue of Life.

## Bildgalleri

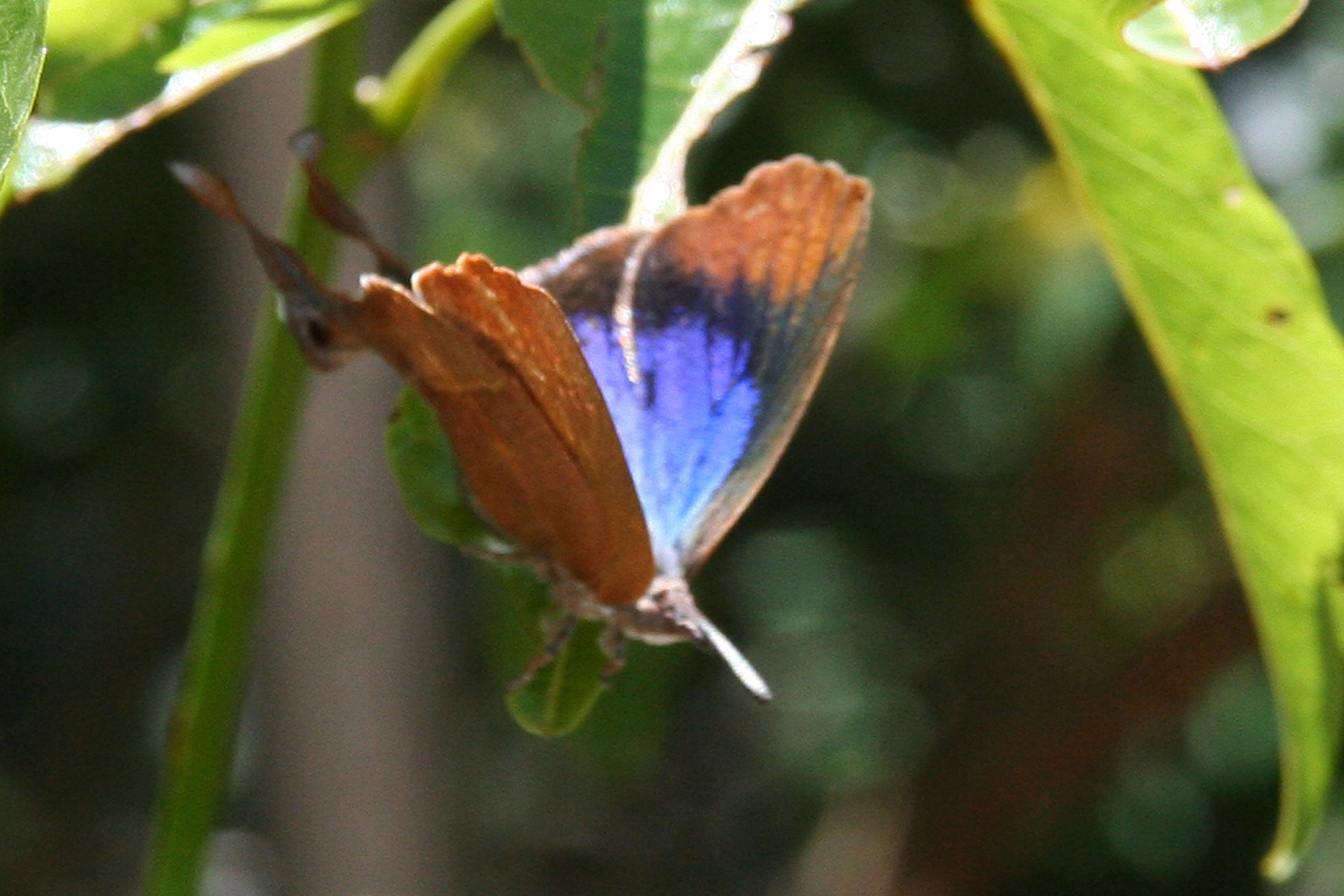